# Comté de Comal
Le comté de Comal, en anglais : Comal County, est un comté situé au sud de la partie centrale de l'État du Texas aux États-Unis. Fondé le 24 mars 1846, son siège de comté est la ville de New Braunfels. Selon le recensement de 2020, sa population est de 161 501 habitants. Le comté a une superficie de 1 488,89 km2, dont 1 449 km2 de surfaces terrestres. Son nom fait référence au fleuve du même nom.

## Organisation du comté
Le comté est fondé le 24 mars 1846, à partir de terres des comtés de Bexar, de Travis et d'une petite partie de celles du comté de Gonzales. Il est définitivement organisé et autonome, le 13 juillet 1846. 
Le comté est baptisé en référence au fleuve Comal. Au cours du XVIIIe siècle, les sources (en) et la rivière, qui s'appelaient respectivement Las Fontanas et Little Guadeloupe, sont baptisées Comal qui veut dire en français : cuvette ou plat.

## Géographie

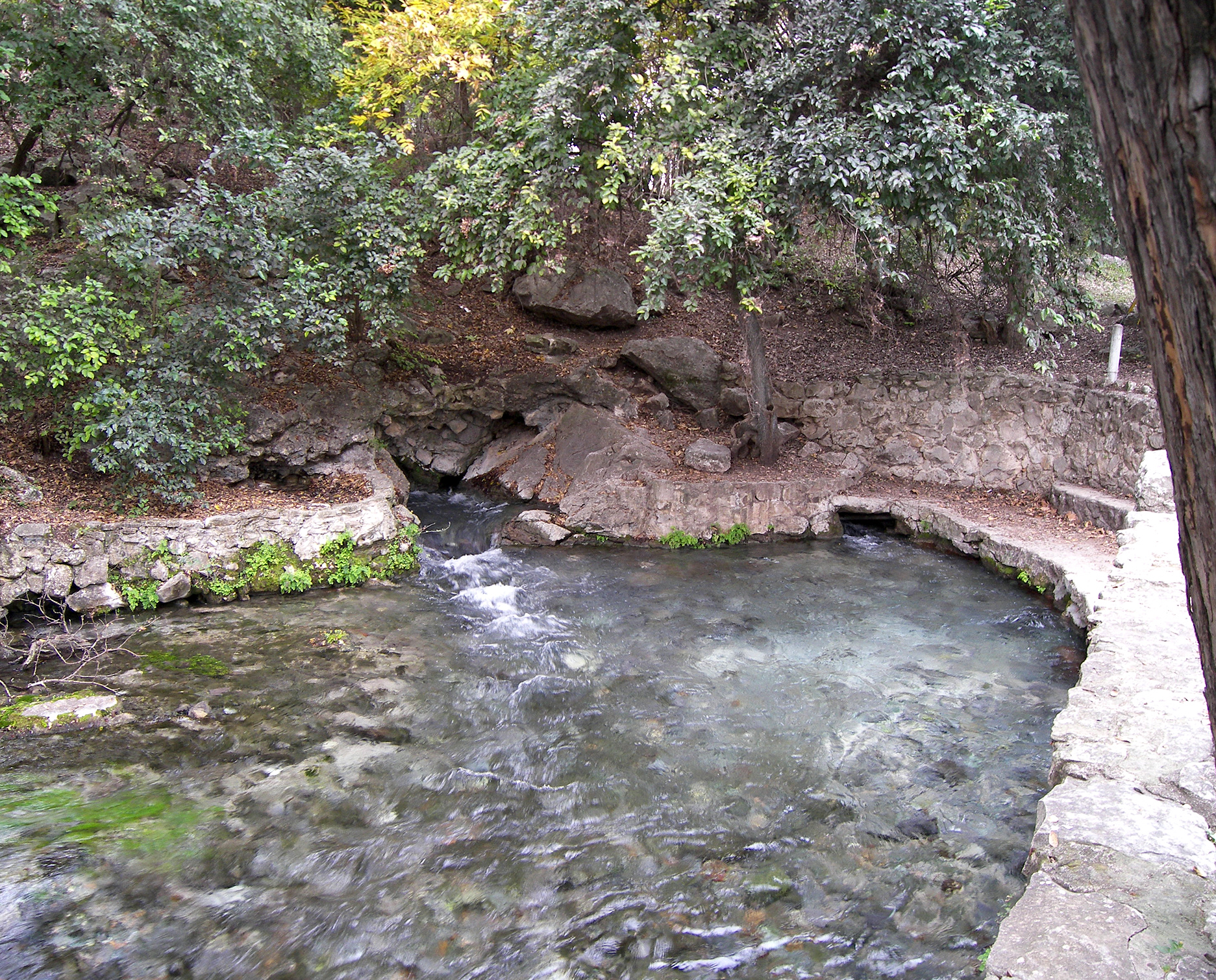
Une des sources du fleuve Comal : Comal Springs à New Braunfels.

Le comté de Comal se situe dans la partie sud du centre de l'État du Texas, aux États-Unis,. Il fait partie du plateau d'Edwards et se trouve entre les prairies de Blackland et l'escarpement de Balcones.
Il a une superficie totale de 1 488,89 km2, composée de 1 449 km2 de terres et de 39,89 km2 de zones aquatiques.
L'altitude varie de 183 m à 229 m.

## Démographie

Pyramide des âges du comté de Comal (2000).

Lors du recensement de 2010, le comté comptait une population de 108 472 habitants. En 2017, la population est estimée à 141 009 habitants,.